# 上田泰 (経済学者)
上田泰（うえだ ゆたか）は、日本の経済学・経営学者、成蹊大学教授。日本経営協会経営科学文献賞受賞。
埼玉県生まれ。1983年学習院大学経済学部卒業。1988年一橋大学大学院商学研究科博士課程単位取得退学。指導教官は宮川公男。1997年「集団意思決定研究 集団の世界観相互異質性効果に対する実証可能性の検討」で東北大学博士（経済学）。1997年日本経営協会経営科学文献賞受賞。明治大学商学部助教授、名古屋大学経済学部助教授を経て1998年より成蹊大学経済学部教授。2006-2008年インディアナ大学客員研究員。2015年-2017年成蹊大学図書館長。2019年-2020年成蹊大学経済学部長。2020年-成蹊大学経営学部長。2019年-成蹊大学大学院経済経営研究科長。2016年、2022年成蹊大学ティーチングアウォード（教育活動顕彰）。2016年-2020年日本情報経営学会副会長、2020年-2024年同学会会長、2024年-同学会常任理事。2016年-2023年経営関連学会協議会評議員、2021年-2023年同協議会副理事長。2023年-2024年オペレーションズ・マネジメント＆ストラテジー学会副会長。2024年-同学会会長。

## 著書
- 『文科系のためのビジネス数学読本』同友館 1994
- 『組織の人間行動』中央経済社 シリーズ/高度情報化社会の経営学　1995
- 『集団意思決定研究 集団の世界観相互異質性効果に対する実証可能性の検討』文真堂 明治大学社会科学研究所叢書　1996
- 『個人と集団の意思決定 人間の情報処理と判断ヒューリスティックス』文眞堂 1997
- 『なんでアタシだけ叱るのよ! 会社のフシギな人間行動学』同友館 2001
- 『文科系のための意思決定分析入門』日科技連出版社 2002
- 『組織行動研究の展開』白桃書房 2003

### 共編著
- 『文科系のやさしいデータ分析 ロータス1-2-3とSASを使って』富樫光隆共著 有斐閣 1994
- 『経営学再入門 再チャレンジ!-基礎から最新の理論まで』手塚公登,小山明宏共編著 同友館 2002
- 『会社入門』時岡規夫共著 多賀出版 経済経営セメスターシリーズ　2004
  - 『会社入門 第3版』時岡規夫,山崎由香里共著 多賀出版 2017
- 『企業経営入門』相原修共編著 多賀出版 経済経営セメスターシリーズ　2004
  - 『企業経営入門 第2版』時岡規夫, 山崎由香里,井上淳子共編著 多賀出版 2015
- 『組織のセルフマネジメント 概念・事例・実証分析』義村敦子,横田絵理共著 白桃書房 2005
- 『現代経営学再入門 経営学を学び直すための基礎～最新理論』手塚公登, 小山明宏,米山茂美共編著 同友館 2010
- 『経営情報システム 第4版』宮川公男共編著 中央経済社 2014
- 『従業員と顧客の自発的貢献行動』編著 多賀出版 成蹊大学アジア太平洋研究センター叢書　2015

### 翻訳
- デス・デアラブ『エグゼクティブのための意思決定入門 論理・直観・経験をビジネスに活かせ』宮川公男監訳 上田訳 東洋経済新報社 2000
- デニス・オーガン,フィリップ・ポザコフ, スコット・マッケンジー『組織市民行動』白桃書房 2007